# Phasis thysbe
Phasis thysbe is een vlinder uit de familie Lycaenidae. De wetenschappelijke naam is gepubliceerd in 1764 door Linnaeus.